# 제이크 밀러
제이크 밀러(Jake Miller, 1992년 11월 28일 ~ )는 미국의 래퍼이다.